# Mario Diaz-Balart

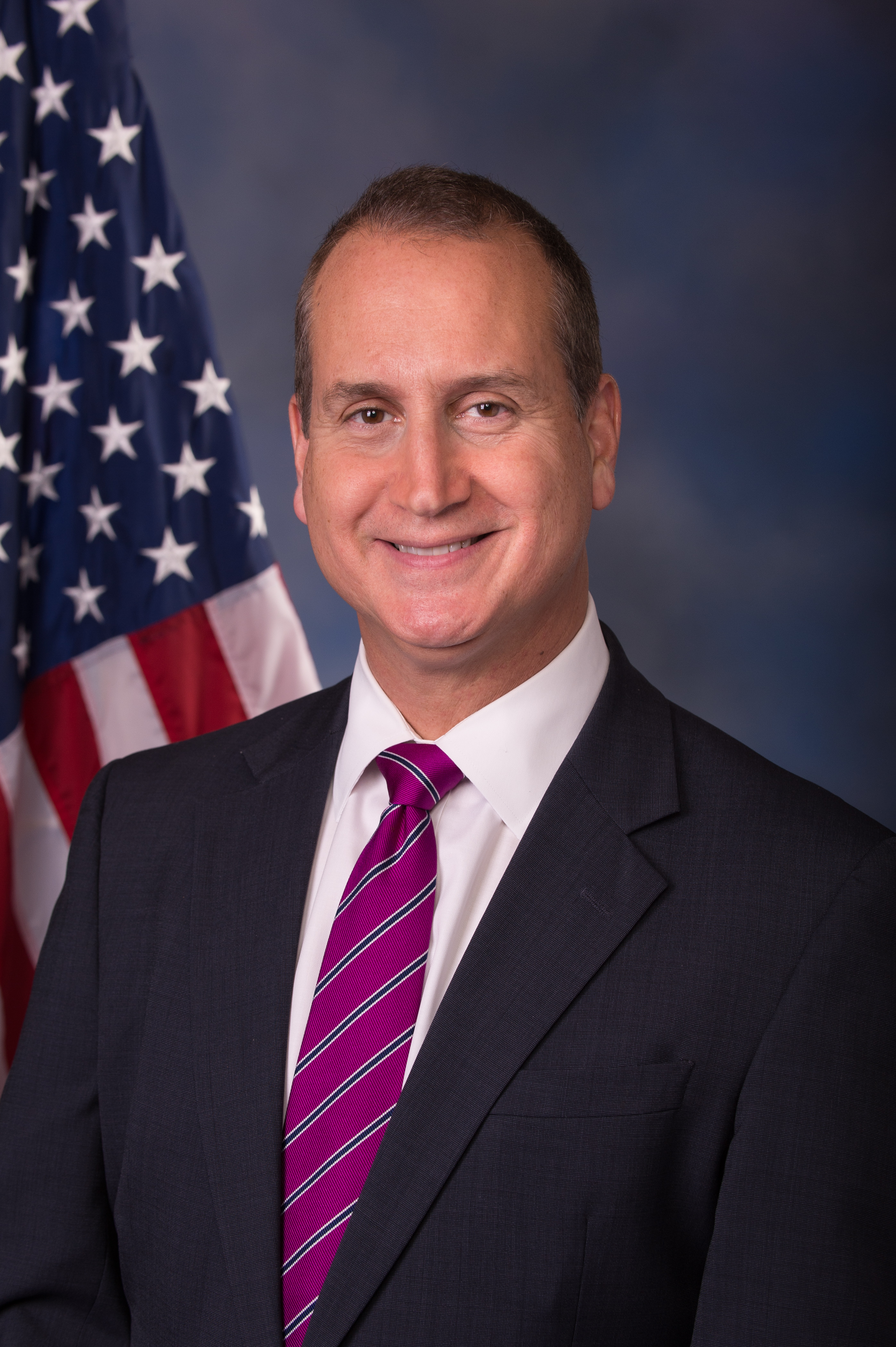
Mario Diaz-Balart (2017)

Mario Rafael Diaz-Balart Caballero (* 25. September 1961 in Fort Lauderdale, Florida) ist ein US-amerikanischer Politiker der Republikanischen Partei. Der Exilkubaner gehört seit 2003 für das südliche Florida dem Repräsentantenhaus der Vereinigten Staaten an. Aktuell für den 26. Distrikt, zuvor für den 21. Distrikt und den 25. Distrikt Floridas.

## Familie, Ausbildung und Beruf
Mario Diaz-Balart ist der Sohn des exilierten kubanischen Politikers Rafael Diaz-Balart und seiner Frau Hilda. Er ist Neffe der 2024 verstorbenen Mirta Díaz-Balart, der ersten Ehefrau Fidel Castros, und der jüngste von vier Brüdern. Sein älterer Bruder Lincoln war ebenfalls Kongressabgeordneter.
Diaz-Balart schrieb sich 1979 in die University of South Florida ein und studierte dort bis 1982 Politikwissenschaft, er erlangte dort jedoch keinen Hochschulabschluss. 1985 wurde er Berater des damaligen Bürgermeisters von Miami, Xavier Suarez. Er ist Präsident von Gordon, Sloan and Diaz-Balart, einer führenden Marketingfirma des Südens Floridas.
Er lebt mit seiner Frau Tia in Miami. Das Paar hat einen gemeinsamen Sohn.

## Politische Laufbahn

### Bundesstaat Florida
1988 wurde Diaz-Balart in das Repräsentantenhaus von Florida gewählt. 1992 wechselte er in den Staatssenat und im Jahre 2000 wieder zurück ins Repräsentantenhaus. Während seiner zweiten Mandatszeit saß er der Kommission zur Neuaufteilung der Wahlkreise vor. Es gilt als offenes Geheimnis, dass er den neu geschaffenen 25. Distrikt auf sich selbst zuschnitt. Der ebenfalls neu geschaffene 24. Distrikt wurde von der Kommission auf den Sprecher von Floridas Repräsentantenhaus Tom Feeney maßgeschneidert. Auch der 5. Bezirk wurde so gestaltet, dass er auf Senatspräsidentin Ginny Brown-Waite passte.

### US-Repräsentantenhaus
Diaz-Balart trat daraufhin bei der Wahl 2002 im 25. Kongresswahlbezirk Floridas an und gewann diese mit 64,6 % gegen die Demokratin Annie Betancourt. Nachdem er bei allen folgenden elf Wahlen zwischen 2004 und 2024, jeweils bestätigt wurde, kann er sein Mandat bis heute ausüben. Er wurde immer mit mehr als 53 % der Stimmen wiedergewählt. Sein bestes Ergebnis erzielte er bei den Wahlen 2012 mit 75,6 %, und das schlechteste Wiederwahlergebnis hatte er im Jahr 2008 mit 53 Prozent der Stimmen gegen den ebenfalls kubanischstämmigen Demokraten Joe Garcia, Ex-Direktor der exilkubanischen Organisation CANF. Nach Umstrukturierungen in Florida, trat er als Nachfolger für seinen Bruder Lincoln Diaz-Balart im Jahr 2010 im 21. Distrikt an, er wurde dort ohne Gegenkandidaten gewählt. Nach erneuten Umstrukturierungen in Floridas Wahlbezirken kandidierte er in der Wahl 2012 wieder für seinen bisherigen 25. Distrikt.
Die Primary (Vorwahl) seiner Partei für die Wahlen 2022 am 23. August, nunmehr für den 26. Wahlbezirk, konnte er mit 84,2 % deutlich gewinnen. Er trat am 8. November 2022 gegen Christine Alexandria Olivo von der Demokratischen Partei an und setzte sich mit 70,9 % durch. In der Vorwahl zur Kongresswahl 2024 erhielt er 83,5 Prozent der Stimmen. In der Hauptwahl traf er auf den Demokraten Joe Atkins und überwand ihn mit 70,9 Prozent. Seine aktuelle, insgesamt zwölfte Legislaturperiode im Repräsentantenhaus des 119. Kongresses läuft noch bis zum 3. Januar 2027.

#### Ausschüsse
Diaz-Balart ist aktuell Mitglied in folgenden Ausschüssen des Repräsentantenhauses:
- Committee on Appropriations
  - Defense
  - State, Foreign Operations, and Related Programs
  - Transportation, and Housing and Urban Development, and Related Agencies (Ranking Member)

Zuvor war er auch Mitglied im Haushaltsausschuss. Außerdem gehört er der Gruppe der Abgeordneten der Vereinigten Staaten in der Parlamentarischen Versammlung der NATO an. Des Weiteren ist er Mitglied in 25 Caucuses.

### Positionen
Anders als die beiden anderen Kubanoamerikaner, die Miami langjährig im US-Kongress vertraten, Ileana Ros-Lehtinen und sein Bruder Lincoln, zeigt Mario Diaz-Balart ein streng konservatives Abstimmungsverhalten. Wie sie ist Diaz-Balart strenger Befürworter des Handelsembargos gegen Kuba. Sein Ziel sei es, durch Reise- und Handelsbeschränkungen die kommunistische Regierung Kubas vom Zugang zu harten Devisen abzuschneiden (siehe auch Beziehungen zwischen Kuba und den Vereinigten Staaten).
Diaz-Balart gehörte zu den Mitgliedern des Repräsentantenhauses, die bei der Auszählung der Wahlmännerstimmen bei der Präsidentschaftswahl 2020 für die Anfechtung des Wahlergebnis stimmten. Präsident Trump hatte wiederholt propagiert, dass es umfangreichen Wahlbetrug gegeben hätte, so dass er sich als Sieger der Wahl sah. Für diese Behauptungen wurden keinerlei glaubhafte Beweise eingebracht. Der Supreme Court wies eine entsprechende Klage mit großer Mehrheit ab, wobei sich auch alle drei von Trump nominierten Richter gegen die Klage stellten.